# フィデース

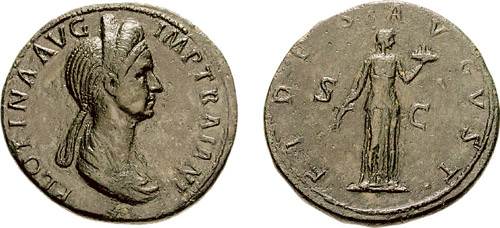
ポンペイア・プロティナの硬貨。裏面にフィデースが描かれている。

フィデース（Fides）はローマ神話における信頼（信義）の女神である。カピトーリーヌスの丘にはフィデースの神殿があった。カピトーリーヌスは元老院が外国との協定を結んだ場所であり、フィデースはその守護神だった。フィデースはまた「フィデース・パブリカ・ポプリ・ロマーニ」（ローマ国家への信頼）の名でも信仰された。若い女性の姿で、オリーブの枝の冠をかぶり、カップまたはカメや軍旗を手に持っている。服装は白いベールまたはストラで、フィデースに仕える神官も白い服を着ていた。
王政ローマの第2代の王ヌマ・ポンピリウスはフィデースのための年に1回の祭典を設けた。二頭の馬に引かれたアーチの形をした戦車で神官たちがその神殿まで行くこと、そして指まですっぽりと手が覆われた状態で儀式を行うことで信頼が守られていることを示すよう命じた。
ギリシア神話でフィデースに相当するのは信仰の女神「ピスティス (Pistis)」である。